# Alhabia
Alhabia és una localitat de la província d'Almeria, Andalusia. L'any 2005 tenia 692 habitants. La seva extensió superficial és de 16 km² i té una densitat de 43,3 hab/km². Les seves coordenades geogràfiques són 36° 59′ N, 2° 35′ O. Està situada a una altitud de 295 metres i a 27 kilòmetres de la capital de província, Almeria.

## Demografia
| 1996 | 1998 | 1999 | 2000 | 2001 | 2002 | 2003 | 2004 | 2005 | 2006 |
| ---- | ---- | ---- | ---- | ---- | ---- | ---- | ---- | ---- | ---- |
| 694  | 675  | 670  | 672  | 683  | 681  | 676  | 679  | 692  | 703  |